# Troloks
Trolox (C14H18O4) – organiczny związek chemiczny, rozpuszczalna w wodzie pochodna witaminy E, która jest stosowana w procesach biologicznych lub biochemicznych do redukcji stresu lub uszkodzeń spowodowanych przez utlenianie. Trolox jest nazwą handlową zarezerwowaną dla kwasu 6-hydroksy-2,5,7,8-tetrametylchroman-2-karboksylowego przez spółkę Hoffmann-La Roche.
Ze względu na techniczną trudność pomiaru indywidualnej aktywności antyutleniającej mieszaniny antyoksydantów w produkcie (np. w borówce czy pomidorze), ekwiwalent Trolox (TE) jest stosowany dla pomiaru sumy potencjału antyoksydacyjnego takiej mieszaniny. Potencjał antyoksydacyjny w "μ mol TE/100g" jest podstawową jednostką stosowaną w metodzie ORAC.